# سعدي (بعلبك)
سعدي  هي إحدى القرى اللبنانية من قرى قضاء بعلبك في محافظة بعلبك الهرمل.